# فرناندو روميرو
فرناندو روميرو (بالإسبانية: Fernando Romero)‏ هو مهندس معماري مكسيكي، ولد في 11 أكتوبر 1971 في مدينة مكسيكو في المكسيك.